# آنا بافلوفا
آنا بافلوفا ((الروسية: А́нна Па́влова) Ánna Pávlova، من 1882 إلى 23 من يناير1931م) هي راقصة باليه روسية ظهرت في أواخر القرن التاسع عشر الميلادي وبدايات القرن العشرين الميلادي. وتُعتبر في محيط كبير واحدة من أرقى راقصات الباليه الكلاسيكي في التاريخ وكانت معروفة بكونها فنانة رئيسة لباليه الإمبراطورية الروسية وعروض الباليه الروسية الخاصة بسيرغي دياغيليف. وتشتهر بافلوفا بشدة بأداء دور البجعة المحتضرة (The Dying Swan) وأصبحت، عن طريق شركتها، راقصة الباليه الأولى التي تقوم بجولة حول العالم.
تكريما لها جرى إطلاق كنيتها على طبق حلوى روسي يسمى بافلوفا.

## السيرة الوظيفية

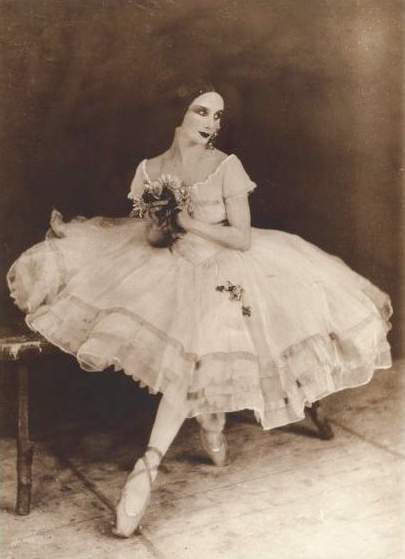
آنا بافلوفا في دور جيزيل

وفي أوج أكاديمية ماريوس بتيبا (Petipa) الصارمة، خطفت بافلوفا أنظار العامة متفاجئين بأسلوبها المختلف، والذي كان عبارة عن مزيج من الموهبة التي اهتمت بشكلٍ بسيط بالقواعد الأكاديمية: ففي كثير من الأحيان كانت ترقص وركبتاها مثنيتان، وكان لها استهلالات سيئة، وهيئة رفع ذراعية في غير محلها، ودورانات غير صحيحة. ومثل ذلك النمط يعود بالذكرى إلى زمن الباليه الرومانسي (romantic ballet) والعظيمات من راقصات الباليه القديمات.
رقص بافلوفا في العديد من الأشكال المختلفة للبالية الكلاسيكي، الخطوة الثنائية (pas de deux)، والخطوة الثلاثية (pas de trois) في عروض باليه من أمثال لا كامارجوا (La Camargo)، والملك كاندول (Le Roi Candaule)، وماركوبومبا (Marcobomba)، والجمال النائم.
ارتقت بافلوا في المراتب بشكلٍ سريع، حتى أصبحت الراقصة المفضلة لدى المايسترو الكبير بتيبا. وتعلمت بافلوفا من بتيبا ذاته الدور الأساسي في عرض باكيتا (Paquita)، والأميرة أسبيسيا (Aspicia) في ابنة الفرعون، والملكة نيسيا (Nisia) في الملك كاندول، وجيزيل (Giselle). وتم إطلاق لقب راقصة الباليه في 1902م، وراقصة الباليه الأولى في 1905م، وأخيرًا راقصة الباليه الأفضل في 1906م بعد أداءها المذهل في عرض جيزيل. راجع بتيبا العديد من الخطوات الثنائية الكبيرة (grands pas de deux) من أجلها، فضلاً عن الأنماط التكميلية المختلفة. واحتفى بها عشاق الباليه المتعصبين لفنّها من مدينة القيصر سانت بطرسبرغ، ويطلق جحافل مشجعيها على أنفسهم اسم البافلوفاتزي (Pavlovatzi).

## معرض صور

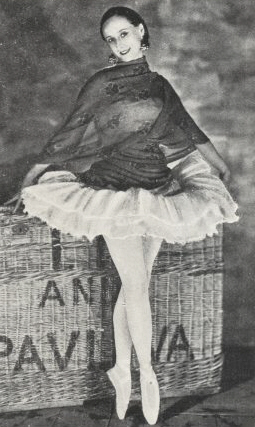
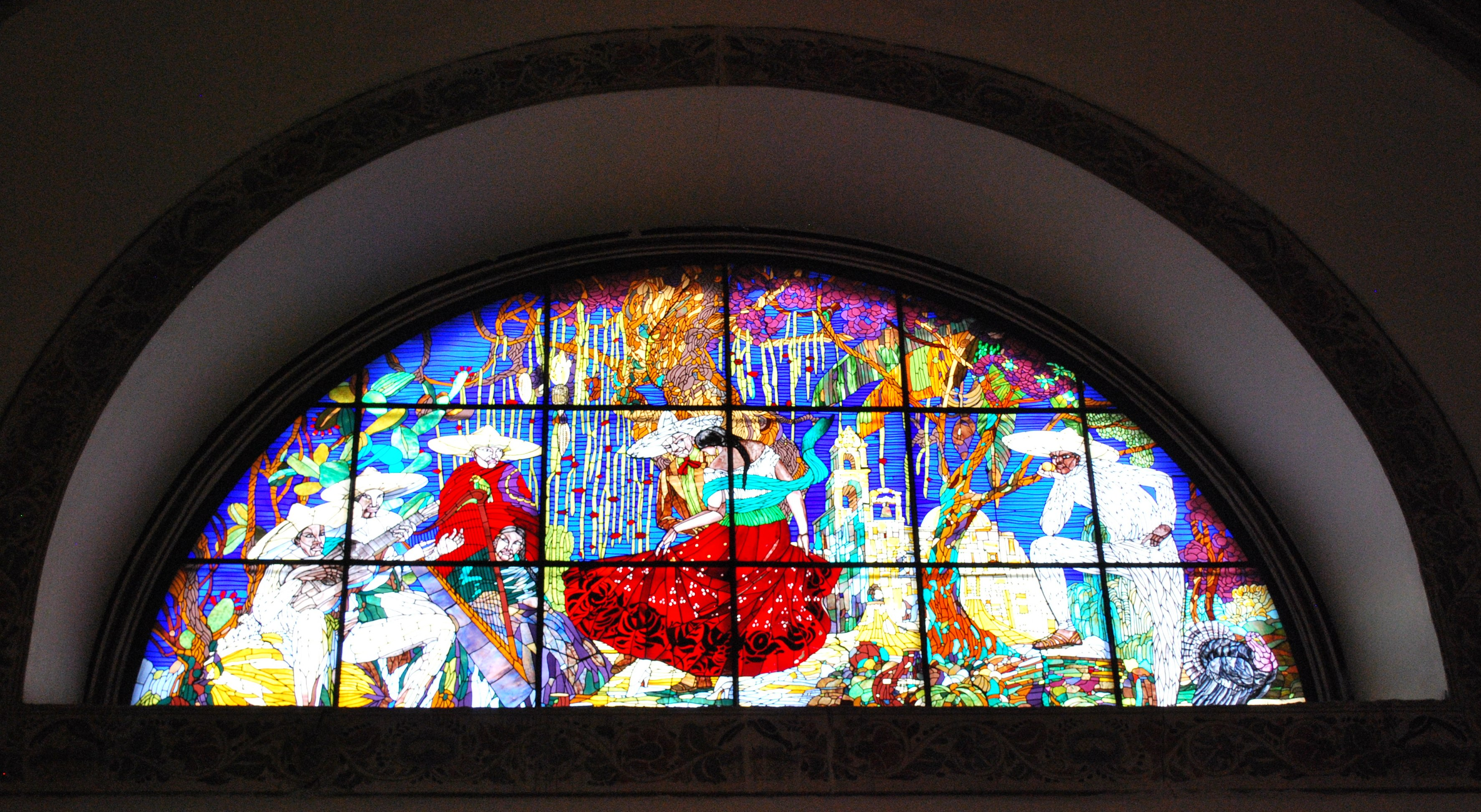
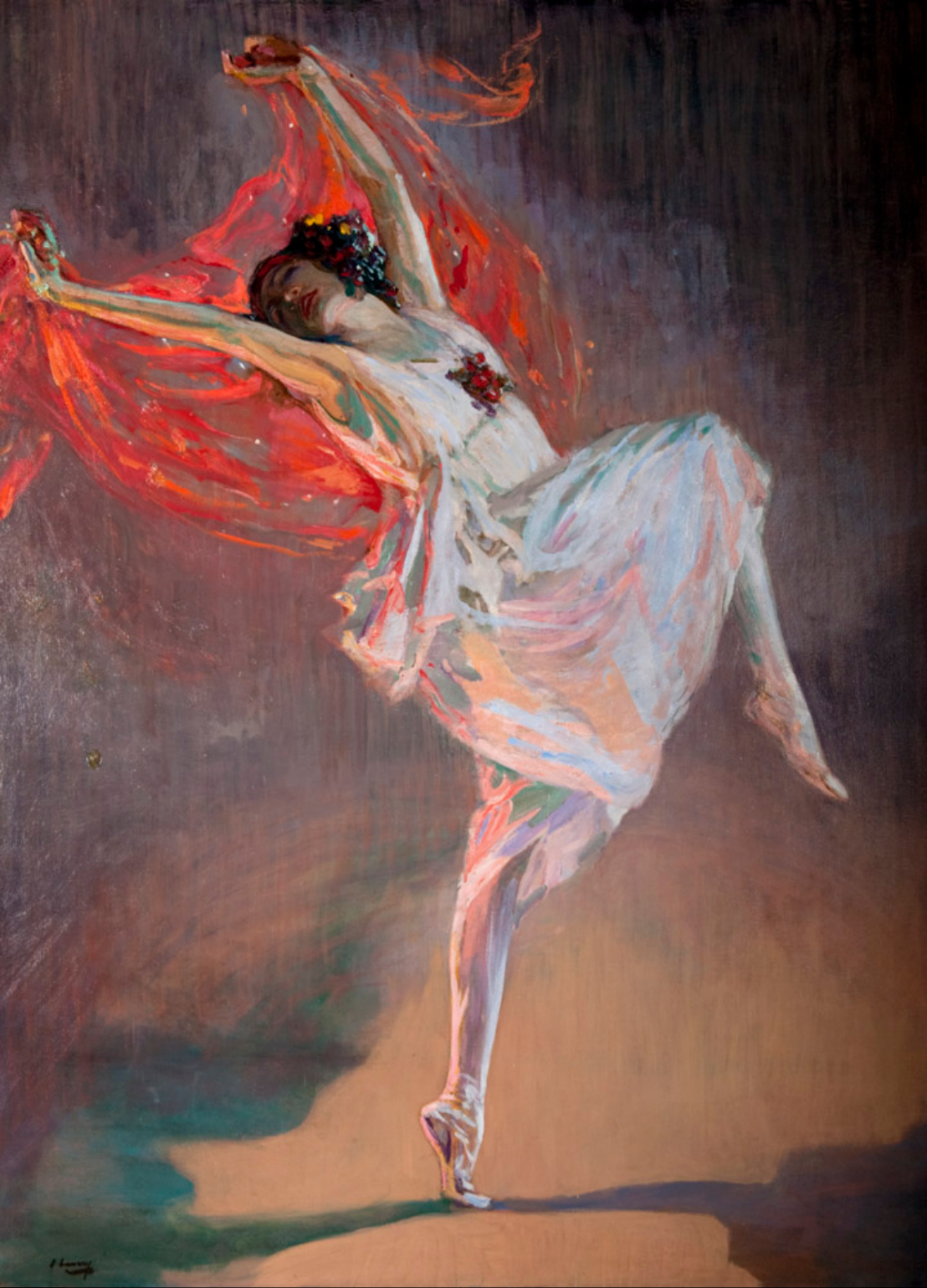
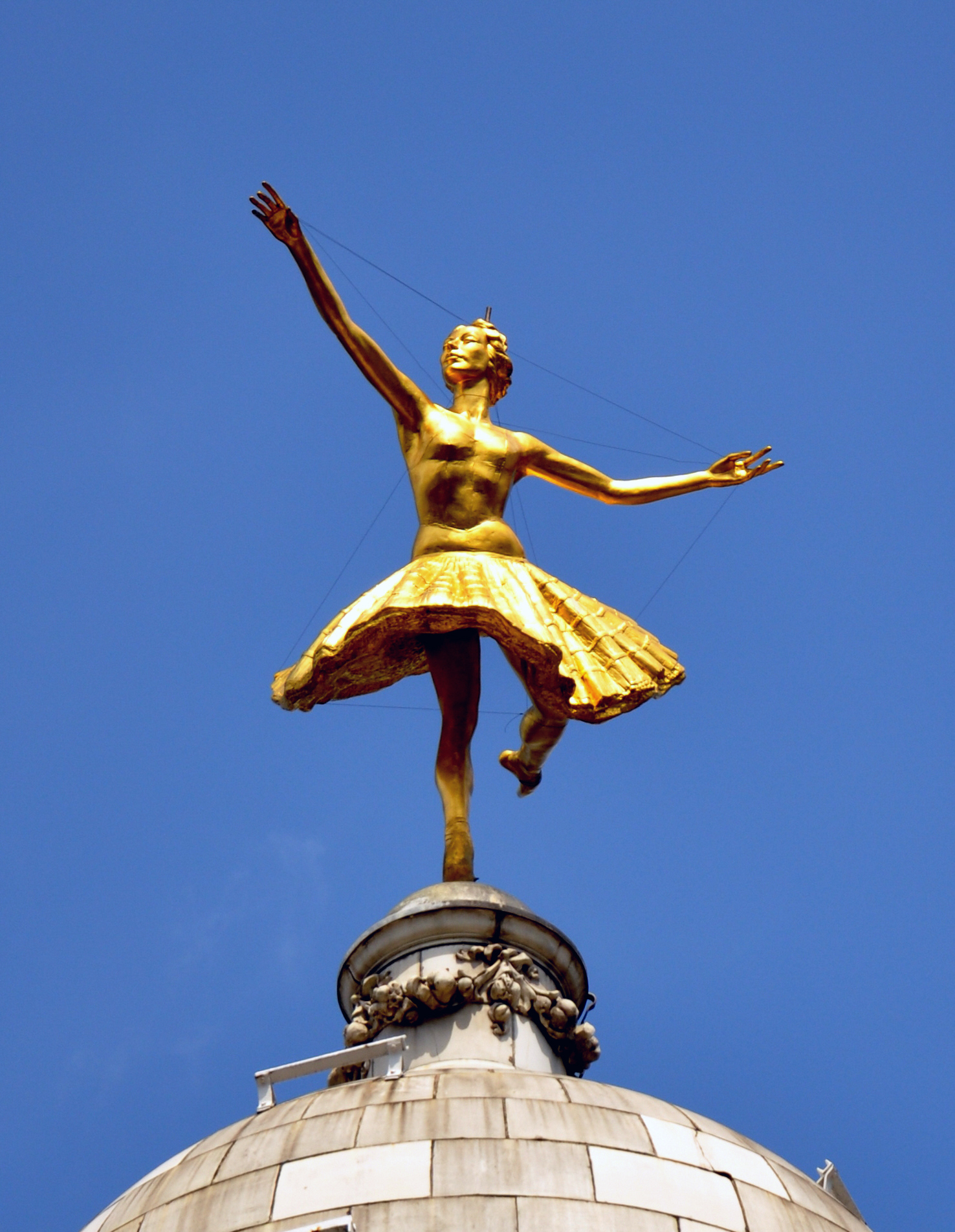
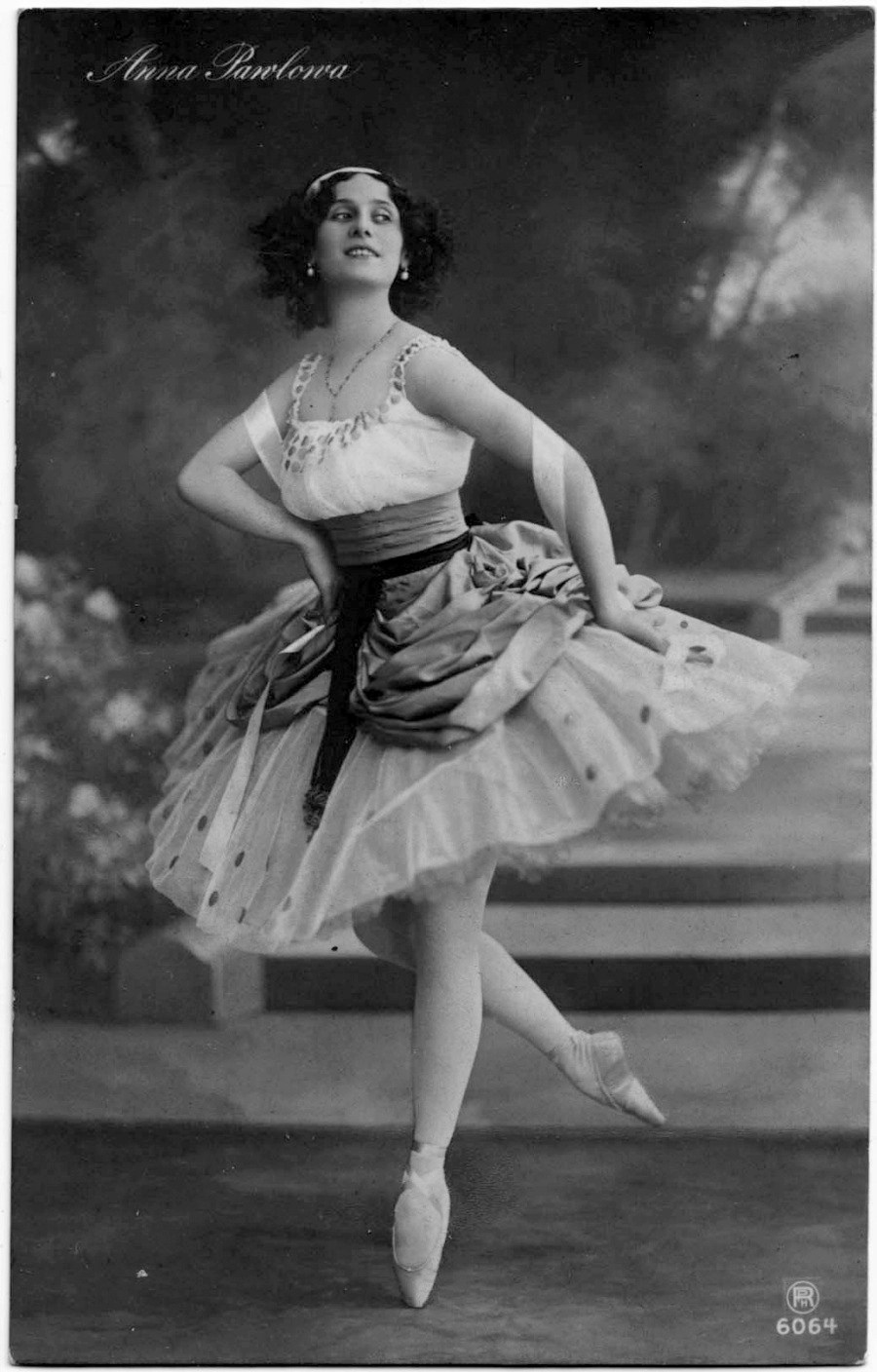
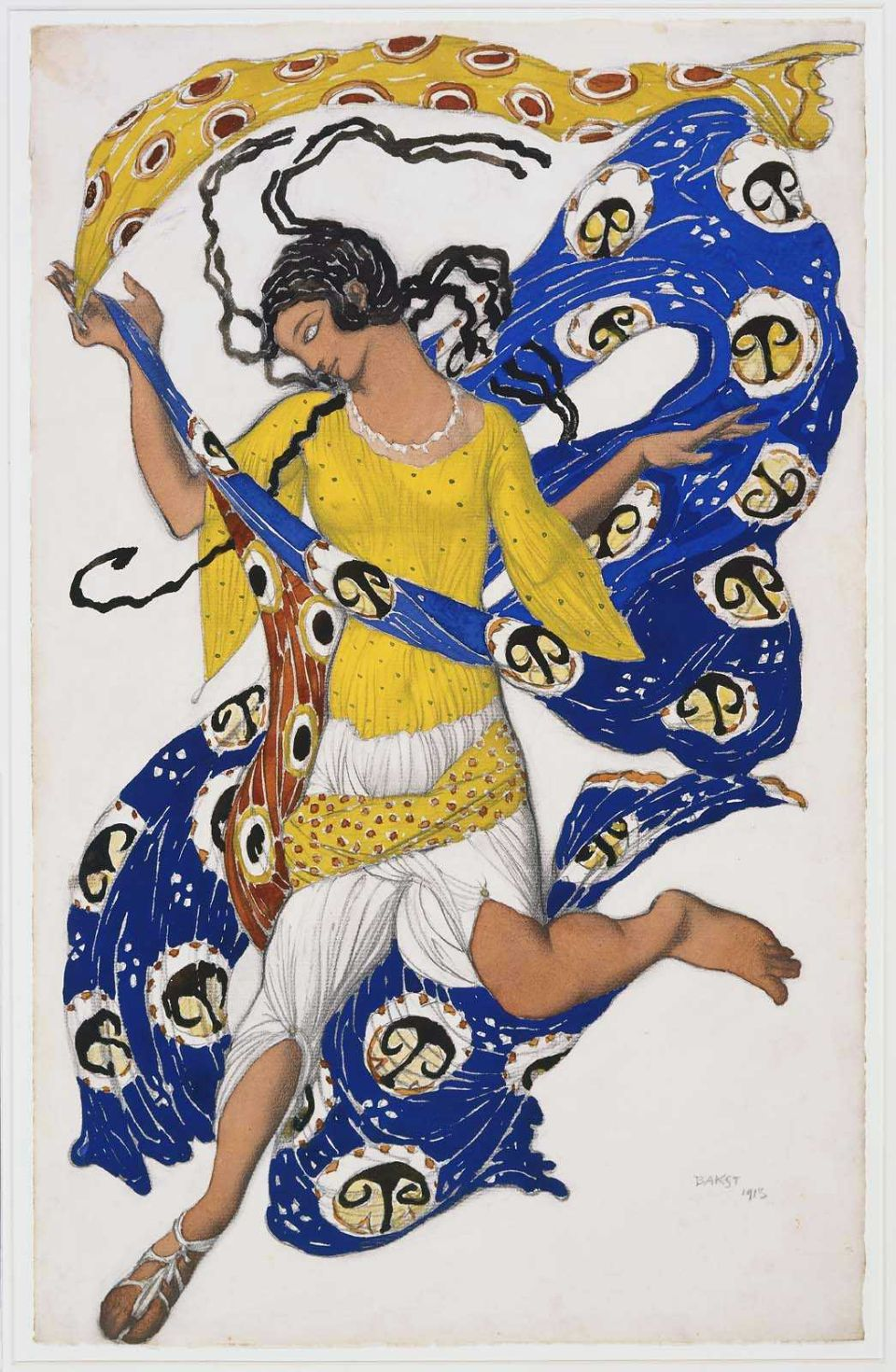

## الوصلات الخارجية
- Anna Pavlova in Australia – 1926, 1929 Tours - programs and ephemera held by the National Library of Australia
- Pictures of Anna Pavlova - digitised and held by the National Library of Australia
- Creative Quotations from Anna Pavlova
- Andros on Ballet
- Heroine Worship: Anna Pavlova, The Swan
- Anna Pavlova on Encyclopaedia Britannica
- آنا بافلوفا على موقع IMDb (الإنجليزية)
- آنا بافلوفا على موقع الموسوعة البريطانية (الإنجليزية)
- آنا بافلوفا على موقع قاعدة بيانات برودواي على الإنترنت (الإنجليزية)
- آنا بافلوفا على موقع إن إن دي بي (الإنجليزية)
- آنا بافلوفا على موقع قاعدة بيانات الفيلم (الإنجليزية)